# 陈村站 (地铁)
陈村站是广州地铁7号线的车站，位于中国广东省佛山市顺德区陈村大道白陈路口以南，城际陈村站南侧的地底，在2022年5月1日随广州地铁7號線西延段开通而启用。

## 车站结构

### 车站楼层
本站共有三层，地面为车站各出入口，周边为白陈路、城际陈村站及附近建築，地下一層為站廳，地下二層為乘客区转换层及设备区，地下三层为广州7號綫月台。
|          | 夹层                       | 连接站厅及出入口 预留商业空间                             |  |  |
| 地下一层 | 站厅                       | 售票機、客服中心、警务室、安检设施 在建通道前往城际陈村站 |  |  |
| 地下二层 | 缓冲平台                   | 连接站厅及站台 车站设备                                   |  |  |
| 地下三层 | 2 站台                     | █广州7号线 美的大道方向（下站：锦龙）                     |  |  |
|          | 岛式站台（卫生间、母婴室） |                                                           |  |  |
|          | 1 站台                     | █广州7号线 燕山方向（下站：陳村北）                       |  |  |

### 站厅
陈村站站厅設有售票機、自动售卡/充值机及客務中心。
为方便行人进出，本站站厅中央被划分为收费区，收费区内设有多组扶手电梯、楼梯以方便乘客通过转换层前往月台层，而在站厅南端则另外划分付费区供连接站厅与月台的专用电梯使用。
陈村站是7号线西延顺德段的其中一个特色主题车站，以“启蒙初地·千年花海”为主题。为展现陈村镇“千年花乡”的特色，车站应用了陈村国兰的元素进行装饰，包括墙边、柱体的鲜艳颜色和天花吊顶的花瓣线条；而陈村镇是《三字经》作者区适子的故乡，车站亦展示了部分三字经的经典名句。
本站站厅北侧靠近C口位置预留了空间以前往在建的城际铁路陈村站，该处还单独设有一个通往地面的直梯。
- 站厅
- 文化墙
- 缓冲平台

### 月台

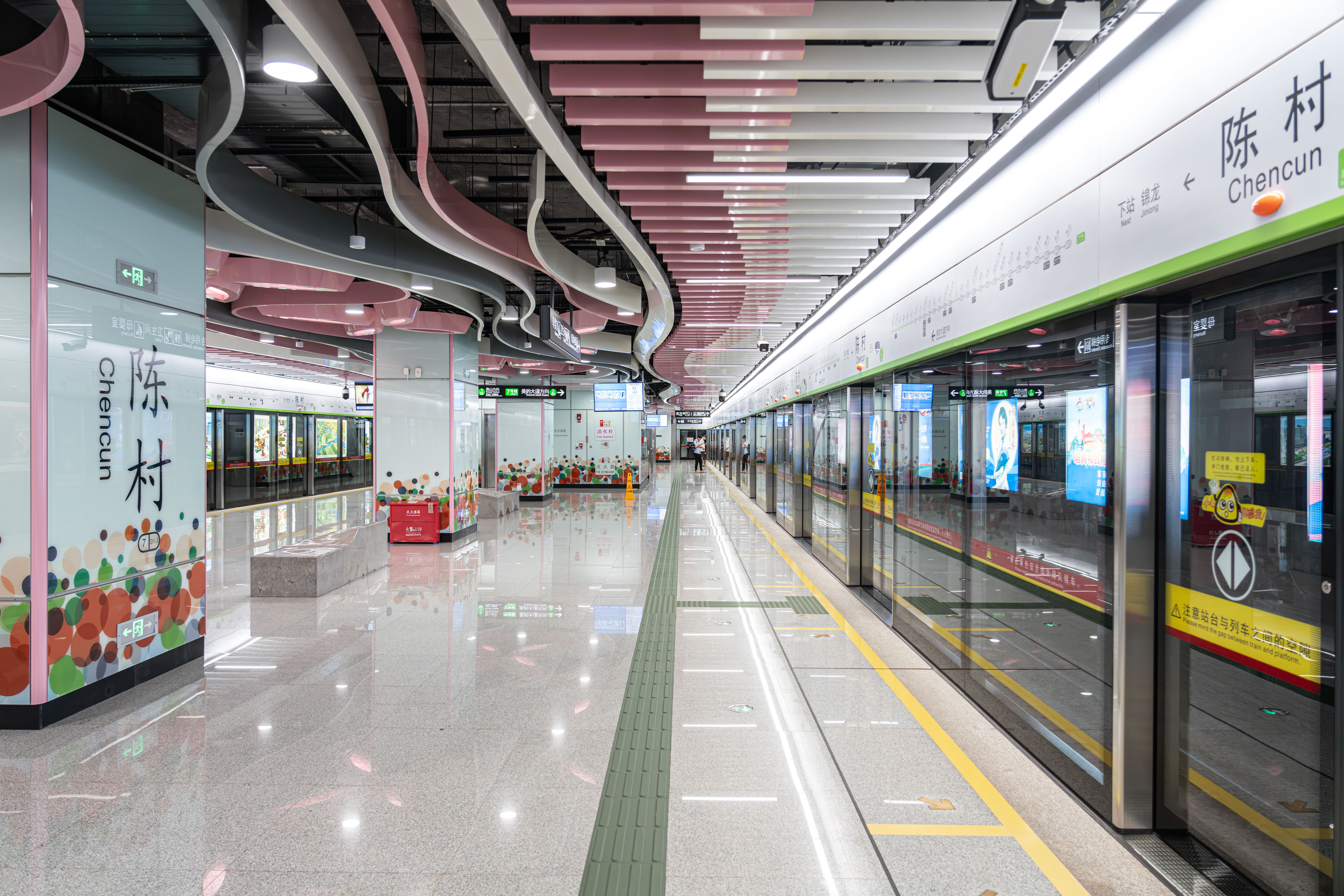
2号站台

本站设有一个岛式月台，位于白陈路的地底。本站的卫生间及母婴室设于站台往美的大道方向的一端。

### 出入口
陈村站启用时设有2个出入口供乘客进出。此外另有一台直梯通往地面，但無編號。
|                                           |                                          |      |          | |
| 編號                                      | 设施                                     | 图像 | 出口指示 | 建議前往的目的地                                                                                                 |
| A                                         | 盲道标志 · 无障碍通道标志 · 扶手电梯标志 |      | 陈村大道 | 鼎旺旅乐中心、太平洋国际花园、顺德荔园新天地                                                                     |
| C                                         | 盲道标志 · 扶手电梯标志                  |      | 陈村大道 | 横五路、陈村站（城际）、ICC碧桂园三龙汇、新希望·悦珑湾、顺联智造汇科技园、赤花村公交站、陈村站（裕和东路）公交站 |
| 直梯                                      | 盲道标志 · 无障碍通道标志 · 升降机标志   |      |          | |
| 註： 設有 \| 設有 \| 設有 \| 設有扶手電梯 |                                          |      |          | |

## 接驳交通

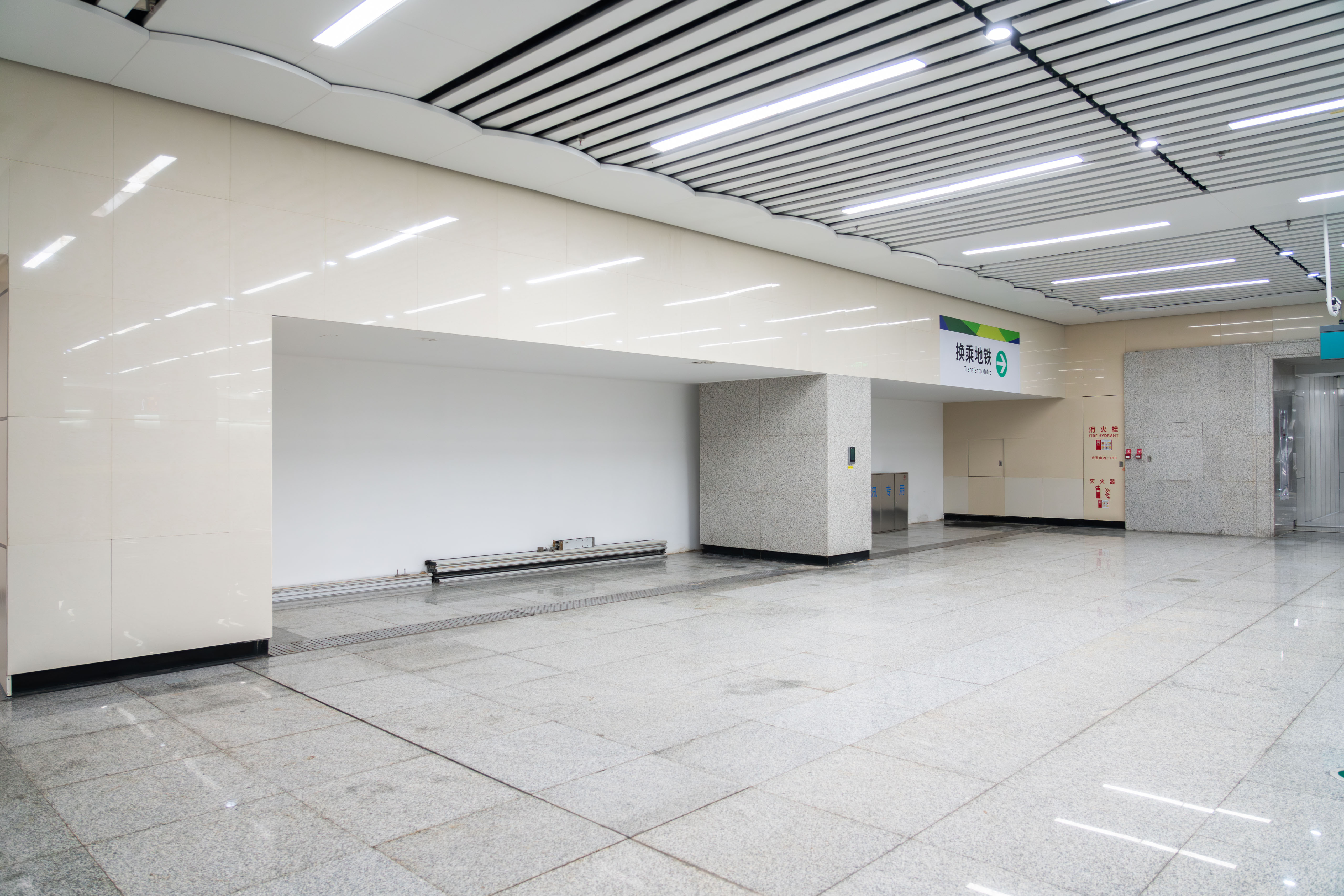
城际换乘通道

陈村站附近设有公交赤花村站、陈村站（裕和东路）站和城际陈村站。值得一提的是，本站虽在C口旁预留建设连接城际陈村站的换乘通道，但由于通道旁的太平洋房建项目因资金问题停工，导致本通道不具备实施条件并已停工，乘客需出站到地面方可换乘。
| 城际铁路（陈村站） - 广肇城际铁路 巴士 \| 编号 \| 编号 \| 线路 \| 线路 \| 线路 \| 收费 \| 备注 \| \| ---- \| ------ \| ------------------------------ \| ---- \| --------------- \| ----- \| ---- \| \| \| 355 \| 陈村客运站 \| ⇆ \| 碧桂园·印象花城 \| 2元 \| \| \| \| 佛K330 \| （佛山）龙江交通中心公交枢纽站 \| ⇆ \| 广州南站 \| 3–9元 \| \| |        |                                |      |                 |       |      |
| 编号 | 编号   | 线路                           | 线路 | 线路            | 收费  | 备注 |
| | 355    | 陈村客运站                     | ⇆    | 碧桂园·印象花城 | 2元   |      |
| | 佛K330 | （佛山）龙江交通中心公交枢纽站 | ⇆    | 广州南站        | 3–9元 |      |

## 历史
本站为广州地铁7号线西延顺德段工程的启动标。2018年9月19日，车站主体结构顺利封顶。
2022年5月1日14时，本站随7号线西延段开通而启用。
2022年年末疫情期间，本站曾受防控措施影响，于11月28日至11月30日晚暂停服务。